# Celeste (игра)
Celeste (с англ. — «Селеста») — компьютерная игра в жанре платформер, разработанная компанией Extremely OK Games. Сюжет игры повествует о девушке по имени Мэдлин, страдающей от тревоги и депрессии, которая хочет подняться на вершину горы Селеста. Игра была выпущена 25 января 2018 года на Windows, Nintendo Switch, PlayStation 4, Xbox One, macOS и Linux.
Celeste добилась всеобщего признания со стороны игровых критиков и была признана одной из лучших игр 2018 года. Игру хвалили за её игровой процесс, дизайн уровней, саундтрек, эмоциональный сюжет и личность главной героини. Критики также оценили факт того, что игра подойдёт как для казуальных игроков, так и для хардкорных, желающих пройти Celeste, как спидраннер или получить все достижения в игре. Игра получила множество наград, в том числе по итогам 2018 года игра стала лауреатом 22-й ежегодной премии D.I.C.E. Awards — премии Академии интерактивных искусств и наук (Academy of Interactive Arts & Sciences), одержав победу в номинациях «Лучший экшен» и «Выдающееся достижение в независимой разработке». Игра стала коммерчески успешной, продав миллион копий к концу 2019 года.

## Игровой процесс

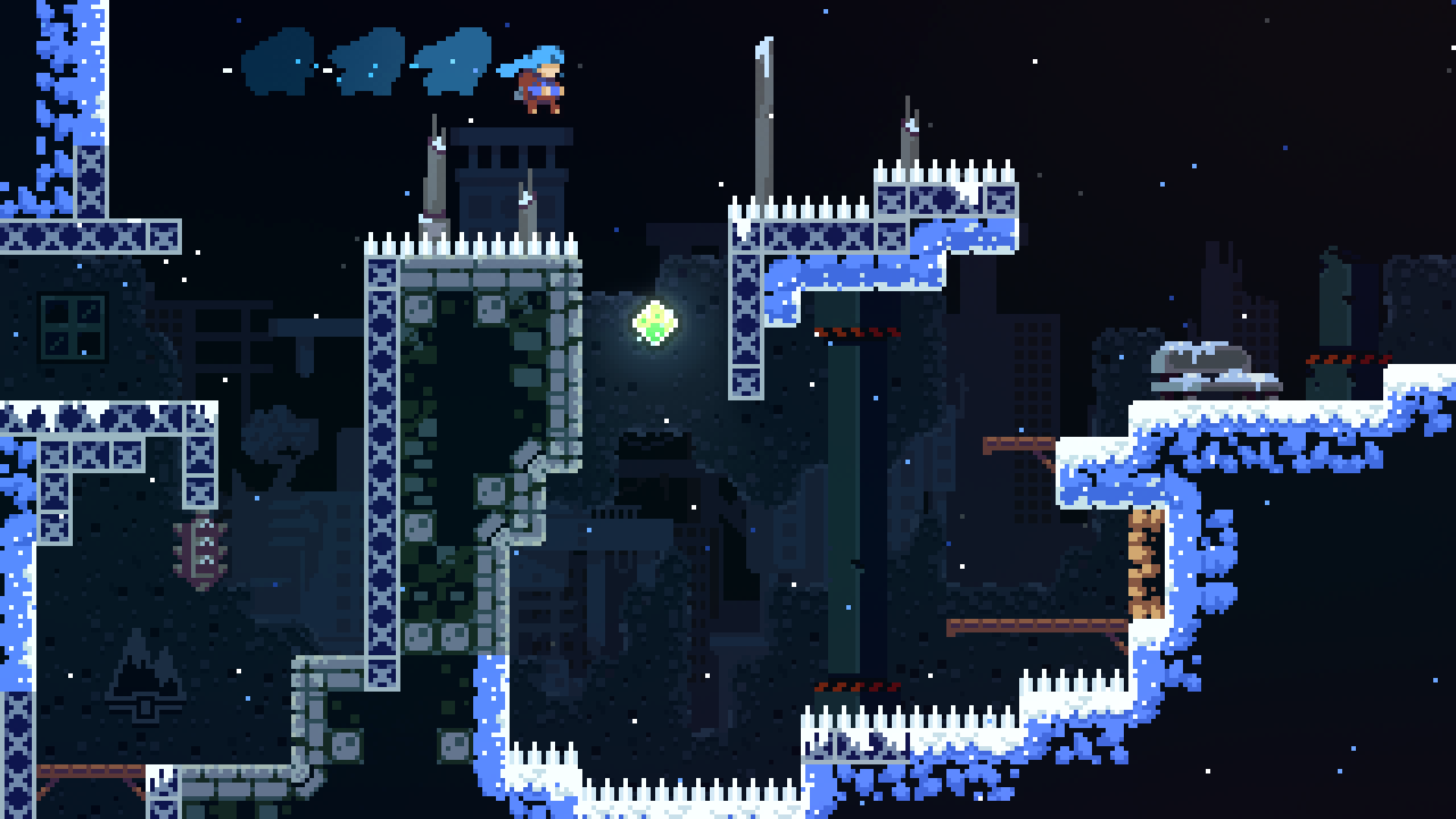
В Celeste контролируемая игроком главная героиня по имени Мэдлин может выполнить рывок в воздухе в любом из 8 направлений

Celeste — двухмерный платформер, где главной героине надо забраться на гору. Игрок контролирует персонажа по имени Мэдлин, которая может прыгать, забираться на стены короткое время, выполнять рывки в воздухе и отскакивать от стен. Некоторые внутриигровые предметы дают героине дополнительные возможности — зелёный кристалл, например, в воздухе сбрасывает лимит рывков. Остальные такие объекты включают так называемые «блоки мечты» (англ. dream blocks), которые сами перенаправляют Мэдлин из одного места в другое, перемещающиеся платформы, передающие их импульс героине после того, как она спрыгивает с них, пузыри, которые перемещают героиню, когда она касается их, и платформы, перемещающиеся после её рывков. Сложность можно понизить, используя «Режим помощи» (англ. Assist Mode), настройки, которая делает игру более доступной благодаря пониженной скорости игры, бесконечному использованию возможности рывка, бессмертности и возможности пропускать главы.
Игра состоит из глав, причём у каждой есть сторона «Б» с усложнёнными уровнями, доступ к которой открывается коллекционированием клубники и кассет на уровнях. У нескольких глав в конце есть босс.
Дополнение Farewell добавляет девятую главу и новые игровые механики: медуза, которую можно использовать как парашют; рыба, которая взрывается при соприкосновении с ней; и розовые кристаллы, дающие Мэдлин двойной рывок. 

## Сюжет
Действие происходит в окрестностях и на самой горе Селеста, основанная на реально существующей горе в западной Канаде, которая обладает некой силой. Сюжет разворачивается вокруг девушки по имени Мэдлин, которая решила забраться на гору, чтобы преодолеть свои переживания. Поднимаясь на гору, она проходит через Забытый город, отель «Небесный курорт» и другие места. По пути она встречает других персонажей: старуху, которая живёт на этой горе; фотографа Тео из Сиэтла, который приехал на гору, чтобы пофотографировать; призраком администратора, обитающего в заброшенном отеле господина Оширо, и свою тёмную сторону, вначале враждебную, по имени Бэдлин, которую отделила от главной героини гора. Бэдлин олицетворяет её депрессию и тревожность и настаивает на том, чтобы героиня вернулась домой и бросила затею забраться на гору. Мэдлин на своём пути вынуждена сталкиваться и преодолевать своих внутренних демонов и испытания, которые даёт гора.
Мэдлин пытается отказаться от Бэдлин, но та впадает в злость и сбрасывает Мэдлин с горы вниз. Старуха, которую Мэдлин встречала раннее на горе, предлагает успокоить Бэдлин и найти решение конфликта, вместо того, чтобы просто бросать её. Мэдлин ищет Бэдлин, и после погони за ней, Мэдлин просит прощения и успокаивает Бэдлин. Бэдлин воссоединяется с Мэдлин, усиливая её, и обе забираются на гору вместе. После подъёма на вершину, они возвращаются к Старухе, Тео и Оширо и угощаются клубничным пирогом, который приготовила Мэдлин.
Дополнение Farewell продолжает сюжет в одноимённой девятой главе. Год спустя после взбора на вершину горы, Мэдлин возвращается, чтобы посетить могилу Старухи, сожалея, что не смогла попасть на её похороны. Она видит загадочную птицу и верит, что птица — реинкарнация Старухи. Мэдлин взмывает в космос в надежде, что ей удастся поймать её и найти Старуху. Бэдлин не одобряет эту затею и оставляет Мэдлин одну. Позже Бэдлин возвращается к ней, убеждая её, что всё происходящее — это сон, и ей нужно проснуться. Мэдлин решается отпустить птицу. В конце своего сна, Мэдлин встречает Старуху в неком облачном пространстве и просит прощения, что не явилась на её похороны. Проснувшись, Мэдлин получает звонок от Тео, который рассказывает, что Старуха была знакома с его дедом.   

## Разработка
Разработкой игры занимались Ноэль Берри (Skytorn) и Мэдди Торсон (TowerFall), которые создали прототип для виртуальной консоли Pico-8, который теперь называется Celeste Classic, за четыре дня во время Game Jam. Результатом стал платформер-спидраннер с 30 уровнями, ориентированный на точные рефлексы игрока. Сам прототип создавался на основе наработок TowerFall и имел с ней больше общего в плане игровой механики, а также игрой Super Mario Maker. Разработчики черпали вдохновение у классических платформеров для NES и Super Nintendo, например Super Mario Bros. 3. Celeste, содержащая 200 уровней-комнат, разбитых на 8 глав, вышла на Nintendo Switch, PlayStation 4, Xbox One, Windows, Linux и macOS 25 января 2018 года. Оригинальный прототип для Pico-8 включен в игру как разблокируемая мини-игра. Разработчики иногда транслировали процесс разработки игры на Twitch, игра также была продемонстрирована на PAX West Indie Megabooth в 2016 году. Позже, Celeste была выпущена на облачном сервисе Stadia 28 июля 2020 года, а 1 октября стала игрой Stadia Pro. 21 декабря 2018 года Celeste продалась тиражом более 500 000 копий. 1 января состоялся выход ограниченного коллекционного издания, а 9 сентября 2019 года было выпущено дополнений DLC «Прощание», добавляющее в игру девятую главу, 100 новых уровней и 40 минут новой музыки. Оно стало последним расширением к игре, тогда же разработчики объявили, что не собираются в дальнейшем развивать Celeste, так как начали работу над новыми проектами.
Игра рассматривается, как сложный, но и одновременно щадящий платформер, включающий в себя ряд сложных игровых элементов, например требующих от игрока совершать комбинации нескольких прыжков и рывков, перепрыгивание через стену. По мере разработки, уровень сложности игры был упрощён, в частности Торсон в ряде твитов рассказывала, что при разработке дизайна уровней, она создала широкие «окна», позволяя игроку например совершить повторный прыжок в течение первых нескольких секунд, если он соскользнулся, чтобы усилить игровое ощущение и сделать игру более снисходительной. Физический релиз для Nintendo Switch состоялся 14 октября 2019 года.
Главная героиня Мэдлин обладает двойственной природой, её тёмное альтер эго Бэдлин описана разработчиками, как физическое воплощение депрессии и тревоги. Мэдди Торсон заметила, что при прописании персонажа обращалась к опыту собственной депрессии. В качестве примера она приводит взаимоотношения между героиней и мистером Оширо, когда она жертвует собственным благополучием ради заботы о ком-то. Попытка забраться на гору — это метафора успешной борьбы с собственной неуверенностью, ровно также, как и идея насильственного противостояния с Бэдлин, но в конце концов героиня должна научится сосуществовать с ней, то есть должна найти способ решить свой внутренний конфликт.
Музыкальное сопровождение к игре написала Лена Рейн, при создании музыки, она стремилась передать чувства Мэдлин, и сама же черпала вдохновение, как она выразилась, у «собственного душевного состояния». Рейн описала путешествие Мэдлин, как путь «самопознания и принятия», её мелодии должны были помочь игрокам лучше понять настроение героини.

## Критика
| Сводный рейтинг       | Сводный рейтинг                    |
| Агрегатор             | Оценка                             |
| --------------------- | ---------------------------------- |
| GameRankings          | 92,36 %                            |
| Metacritic            | NS: 93/100 PC: 89/100 XONE: 95/100 |
| Иноязычные издания    |                                    |
| Издание               | Оценка                             |
| Destructoid           | 10/10                              |
| IGN                   | 10/10                              |
| Nintendo World Report | 10/10                              |
| PC Gamer (US)         | 8/10                               |
| Polygon               | 8/10                               |
| Русскоязычные издания |                                    |
| Издание               | Оценка                             |
| «Игры Mail.ru»        | 9/10                               |

По данным агрегатора рецензий Metacritic, игра получила «всеобщее признание» со стороны игровых критиков. Журналисты называли Celeste одной из лучших игр года, а представитель Polygon назвал игру одной из лучших игр десятилетия. Кевин Мерсеро с сайта Destructoid назвал Celeste «необходимым игровым опытом», отметив, что «впервые за много лет ему совершенно не на что жаловаться». Критик Том Маркс (Tom Marks) из IGN похвалил сюжет игры и то, как он включен в геймплей: «Я очень переживал за Мэдлин и сочувствовал ей в неожиданной степени сильно». Кайл Леклер, журналист Hardcore Gamer, дал игре высокую оценку, назвав её «шедевром, который, без сомнения, станет одним из лучших платформеров года или даже одной из лучших игр года в целом».
Игровой саундтрек, написанный Леной Рейн, также был высоко оценен критиками. Распространением саундтрека занимался лейбл Materia Collective. Также саундтрек был выпущен в нотном издании для фортепьяно 25 января 2019 года. В ноябре 2018 года состоялся выход саундтрека колыбельной музыки под названием Prescription for Sleep: Celeste, созданной на основе саундтрека к игре.

### Продажи
Летом 2018 года, благодаря уязвимости в защите Steam Web API, стало известно, что точное количество пользователей сервиса Steam, которые играли в игру хотя бы один раз, составляет 93 498 человек. По состоянию на 21 декабря 2018 года Celeste была продана более 500,000 раз. Торсон призналась: она никогда не ожидала, что игрой заинтересуется столько людей. Хотя точные данные по продажам на отдельных платформах отсутствуют, известно, что больше всего продаж пришлось на Nintendo Switch.
В сентябре 2019 года, в интервью с редакцией IGN, Торсон заметила, что отметка продаж приближается к миллиону. В марте 2020 года IGN подтвердила, что к концу прошлого года продажи копий игры превысили отметку в миллион.

### Влияние
Celeste разрабатывалась как спидраннер и мгновенно стала хитом у поклонников данного жанра. Редакция USgamer заметила, что именно вышеописанный факт сыграл ключевую роль в успехе Celeste. Разработчики признались, что получили множество восторженных писем от поклонников, утверждающих, что Celeste стала их первым спидраннером. Игра также привлекла больше всего внимания на мероприятии Games Done Quick.
В самом конце дополнения Farewell демонстрируется кат-сцена с комнатой Мэдлин и её личными вещами, среди которых видны флаги ЛГБТ и транс-сообщества. Фанаты стали предполагать, что героиня является трансгендерной женщиной. Данный факт Торсон официально потвердила в ноябре 2020 года, признавшись, что раннее об этом не объявляла, так как сама в тот момент изучала свою гендерную идентичность; также она не желала таким способом привлекать лишнее внимание к своей игре. Со слов разработчицы, прописание персонажа помогло окончательно определиться с тем, что Торсон идентифицирует себя как небинарную персону. Она взяла новое имя Мэдди Торсон. Транс-женщиной также является создательница музыкального сопровождения, Лена Рейн. Данная новость была крайне положительно воспринята ЛГБТ-сообществом, заметившим, что Celeste стала одной из первых игр в истории, включавших главную трансгендерную героиню. Одновременно это стало причиной массовой гневной реакции среди консервативных геймеров и религиозных активистов, обвинивших игру в «пропаганде левой идеологии» — против создателей и персонажа они развернули травлю.

### Награды
| Год  | Награда                                                    | Категория                                           | Итог      |
| ---- | ---------------------------------------------------------- | --------------------------------------------------- | --------- |
| 2018 | National Academy of Video Game Trade Reviewers Awards 2018 | Оригинальная партитур Mix Score, New IP             | Номинация |
| 2018 | Independent Games Festival Awards                          | Превосходное аудио                                  | Номинация |
| 2018 | Independent Games Festival Awards                          | Приз зрительских симпатий                           | Победа    |
| 2018 | Golden Joystick Awards                                     | Лучшая инди-игра                                    | Номинация |
| 2018 | Golden Joystick Awards                                     | Лучшая игра года                                    | Номинация |
| 2018 | The Game Awards 2018                                       | Лучший саундтрек / музыка                           | Номинация |
| 2018 | The Game Awards 2018                                       | Игра года                                           | Номинация |
| 2018 | The Game Awards 2018                                       | Влиятельная игра                                    | Победа    |
| 2018 | The Game Awards 2018                                       | Лучшая независимая игра                             | Победа    |
| 2018 | Gamers' Choice Awards                                      | Любимая игра фанатов                                | Номинация |
| 2018 | Gamers' Choice Awards                                      | Любимый фанатский опыт одиночной игры               | Номинация |
| 2018 | Gamers' Choice Awards                                      | Любимая инди-игра фанатов                           | Номинация |
| 2018 | Titanium Awards                                            | Лучшая инди-игра                                    | Номинация |
| 2018 | Australian Games Awards                                    | Независимая игра года                               | Номинация |
| 2018 | Game Informer                                              | Игра месяца, апреля 2018 года                       | Победа    |
| 2019 | New York Game Awards                                       | Премия Big Apple за лучшую игру года                | Номинация |
| 2019 | New York Game Awards                                       | Премия Off Broadway за лучшую инди-игру             | Номинация |
| 2019 | 22nd Annual D.I.C.E. Awards                                | Экшн-игра года                                      | Победа    |
| 2019 | 22nd Annual D.I.C.E. Awards                                | Выдающееся достижение для независимой игры          | Победа    |
| 2019 | National Academy of Video Game Trade Reviewers Awards 2019 | Игра года                                           | Номинация |
| 2019 | National Academy of Video Game Trade Reviewers Awards 2019 | Дизайн управления, 2D и ограниченно 3D              | Номинация |
| 2019 | National Academy of Video Game Trade Reviewers Awards 2019 | Точность управления                                 | Победа    |
| 2019 | SXSW Gaming Awards                                         | Превосходное повествование                          | Номинация |
| 2019 | SXSW Gaming Awards                                         | Премия Мэтью Крампа за инновации в области культуры | Победа    |
| 2019 | SXSW Gaming Awards                                         | Превосходная в музыкальная партитура                | Номинация |
| 2019 | SXSW Gaming Awards                                         | Популярная игра года                                | Номинация |
| 2019 | SXSW Gaming Awards                                         | Видеоигра года                                      | Номинация |
| 2019 | Game Developers Choice Awards                              | Лучшее аудио                                        | Победа    |
| 2019 | Game Developers Choice Awards                              | Лучший дизайн                                       | Номинация |
| 2019 | Game Developers Choice Awards                              | Игра года                                           | Номинация |
| 2019 | 2019 G.A.N.G. Awards                                       | Лучшая музыка для инди-игры                         | Номинация |
| 2019 | 2019 G.A.N.G. Awards                                       | G.A.N.G. / MAGFEST Приз зрительских симпатий        | Победа    |
| 2019 | British Academy Games Awards                               | Лучшая игра                                         | Номинация |
| 2019 | British Academy Games Awards                               | Игра вне развлечений                                | Номинация |
| 2019 | British Academy Games Awards                               | Игровой дизайн                                      | Номинация |
| 2019 | British Academy Games Awards                               | Инновационная игра                                  | Номинация |
| 2019 | British Academy Games Awards                               | Музыка                                              | Номинация |
| 2019 | Italian Video Game Awards                                  | Игра года                                           | Номинация |
| 2019 | Italian Video Game Awards                                  | Лучшая инди-игра                                    | Номинация |
| 2019 | Italian Video Game Awards                                  | Игра вне развлечений                                | Номинация |
| 2019 | ASCAP Composers' Choice Awards                             | 2018 Рейтинг года по видеоиграм 2018                | Победа    |

### Комментарии
1. ↑  Informally known as Celeste Classic since the release of the 2018 game.